# Dr. X
Dr. X (Doktor X) è un film del 1915 diretto da Robert Dinesen.

## Trama
Diversi ricercatori stanno cercando di mettere a punto un farmaco fondamentale per la lotta contro il cancro, e la comunità scientifica è particolarmente fiduciosa nel lavoro del dottor Felix. Ma egli non è soddisfatto del lato umano della propria vita, si sente triste e solitario, e chiede consiglio al collega Voluntas.
Quest’ultimo fa di tutto per aiutare Felix a conquistare l’amore di Margaret, pure impegnata con Seidel: gli fa cambiare look, gli procura (in modo verosimilmente disonesto) del danaro,  giunge persino ad accompagnarlo agli appuntamenti galanti con la ragazza, che alla fine diviene la sua fidanzata. Tutto ciò però fa sì che Felix trascuri il proprio lavoro.
Quando Margaret rimane incinta, Felix tenta di sbarazzarsi della relazione offrendole del danaro, il che induce il tenente Vincent, fratello di Margaret, a sfidarlo a duello. Felix, istruito sull’arte della scherma da Voluntas, uccide Vincent, e per questo viene incarcerato.
Felix viene graziato dopo qualche mese, e i due ricercatori festeggiano la scarcerazione partecipando ad un’animata festa danzante in maschera. Solo allora Felix viene colto da rimorsi, e si reca alla clinica dove Margaret deve dare alla luce suo figlio, per apprendere che entrambi, madre e figlio, sono morti da poco.
A casa, Felix legge sul giornale che il dottor Voluntas è riuscito a sintetizzare il farmaco per l’ottenimento del quale egli aveva mostrato la via, e decide di togliersi la vita assumendo del veleno. Fra gli spasmi dell’agonia gli si materializza davanti l’apparizione di Voluntas, con lo stesso costume che indossava al ballo in maschera: quello da diavolo.